# Kim Skotte
Kim Skotte, født Kim Skotte Christensen, (født 1. juli 1957 i Søborg) er en dansk journalist og forfatter.
Skotte blev oprindelig uddannet som lærer fra Blaagaard Seminarium, og han læste siden filmvidenskab to år på Københavns Universitet. Han debuterede som forfatter med Den urimelige hastighed med hvilken tog skiller elskende i 1982, og året efter havde han en mindre rolle i filmen Rocking Silver. Han var ansat på Det Fri Aktuelt i perioden 1987-96, hvorefter han blev ansat på Politiken, som kulturskribent. Siden har han hovedsagelig anmeldt musik og film.
Han er medlem af bestyrelsen af Danske Filmkritikere, som uddeler Bodilprisen.
I 2005 udgav Skotte digtsamlingen Sensei forlader forstaden.

## Filmografi
- Rocking Silver (1983)